# Дикарбон
Дикарбон, або дивуглець — двоатомна нейтральна частинка, утворена двома атомами вуглецю ({\displaystyle {\ce {C2}}}), що детектується спектрометрично у електричній дузі, кометах, зоряних атмосферах, міжзоряному середовищі, блакитному полум'ї вуглеводнів. Дикарбон є другим за простотою алотропом вуглецю (після атомарного вуглецю) і є проміжним учасником утворення фулеренів.

## Властивості
Дикарбон кінетично нестабільний при температурі та тиску навколишнього середовища, перетворюючись шляхом автополімеризації.
C2 є компонентом пари вуглецю. За оцінками однієї статті, пара вуглецю складається приблизно з 28 % дикарбону, але теоретично це залежить від температури та тиску.

### Електромагнітні властивості
Електрони у двоатомному вуглеці розподіляються між молекулярними орбіталями відповідно до правила Клечкоського, створюючи унікальні квантові стани з відповідними рівнями енергії. Стан із найнижчим енергетичним рівнем, або основний стан, є синглетним станом (1Σ+
g), який має систематичну назву етен-1,2-дііліден або дикарбон (0•). Існує кілька збуджених синглетних і триплетних станів, відносно близьких за енергією до основного стану, які утворюють значні частки зразка дикарбону в умовах навколишнього середовища. Коли більшість із цих збуджених станів піддається фотохімічній релаксації, вони випромінюють в інфрачервоній області електромагнітного спектра. Однак один стан випромінює зокрема в області зеленого світла. Цей стан є триплетним (3Πg), який систематично називають етен-μ,μ-дііл-μ-іліден або дикарбон (2•). Крім того, існує збуджений стан, дещо далі за енергією від основного стану, який становить лише значну частку зразка дикарбону під середнім ультрафіолетовим опроміненням. Після релаксації цей збуджений стан флуоресціює у фіолетовій області та фосфоресціює у синій. Цей стан також є синглетним станом (1Πg), який також називається етен-μ,μ-дііл-μ-іліден або дикарбон (2).
| Стан   | Ентальпія збудження (кДж моль−1) | Перехід, що випромінює                    | Довжина хвилі випромінювання | Спектр випромінювання                                      |
| ------ | -------------------------------- | ----------------------------------------- | ---------------------------- | ---------------------------------------------------------- |
| X1Σ+ g | 0                                | —                                         | —                            | —                                                          |
| a3Π u  | 8,5                              | a3Π u→X1Σ+ g                              | 14,0 мкм                     | Довгохвильове інфрачервоне                                 |
| b3Σ− g | 77,0                             | b3Σ− g→a3Π u                              | 1,7 мкм                      | Короткохвильове інфрачервоне                               |
| A1Π u  | 100,4                            | A1Π u→X1Σ+ g A1Π u→b3Σ− g                 | 1,2 мкм 5,1 мкм              | Короткохвильове інфрачервоне Середньохвильове інфрачервоне |
| B1Σ+ g | ?                                | B1Σ+ g→A1Π u B1Σ+ g→a3Π u                 | ?                            | ?                                                          |
| c3Σ+ u | 159,3                            | c3Σ+ u→b3Σ− g c3Σ+ u→X1Σ+ g c3Σ+ u→B1Σ+ g | 1,5 мкм 751,0 нм ?           | Короткохвильове інфрачервоне ?                             |
| d3Π g  | 239,5                            | d3Π g→a3Π u d3Π g→c3Σ+ u d3Π g→A1Π u      | 518,0 нм 1,5 мкм 860,0 нм    | Залене Короткохвильове інфрачервоне                        |
| C1Π g  | 409,9                            | C1Π g→A1Π u C1Π g→a3Π u C1Π g→c3Σ+ u      | 386,6 нм 298,0 нм 477,4 нм   | Фіолетове Середнє ультрафіолетове Синє                     |
Теорія молекулярних орбіталей показує, що існує два набори спарених електронів у виродженому наборі пі-зв'язків орбіталей. Це дає порядок зв'язку 2, тобто має існувати подвійний зв'язок між двома атомами вуглецю в молекулі C2. Натомість один аналіз показав, що існує четверний зв'язок, але тлумачення було оскаржене. Розрахунки за CASSCF показують, що четверний зв'язок на основі теорії молекулярних орбіталей також є доцільним. Енергія зв'язку B2, C2 і N2 показують збільшення енергії зв'язку, що вказує на одинарний зв'язок, подвійний і потрійний зв'язок відповідно.
У деяких формах кристалічного вуглецю, таких як алмаз і графіт, у місці зв'язку в щільності заряду виникає сідлова точка або «горб». Триплетний стан C2 відповідає цій тенденції. Однак синглетний стан C2 діє більше як кремній або германій; тобто щільність заряду має максимум у місці зв'язку.

## Реакція
Дикарбон реагує з ацетоном і ацетальдегідом з утворенням ацетилену двома різними шляхами.
- Триплетні молекули C2 реагуватимуть через міжмолекулярний шлях, який, як показано, демонструє дирадикальний характер. Проміжним продуктом цього шляху є етиленовий радикал. Його абстракція корелюється з енергіями зв'язку[7].
- Синглетні молекули C2 реагуватимуть через внутрішньомолекулярний, нерадикальний шлях, у якому два атоми водню відлучатимуться від однієї молекули. Проміжним продуктом цього шляху є синглет вініліден[en]. Синглетна реакція може відбуватися через 1,1-діабстракцію або 1,2-діабстракцію. Ця реакція нечутлива до ізотопного заміщення. Різні абстракції, можливо, зумовлені просторовою орієнтацією зіткнень, а не енергією зв'язку[7].
- Синглет C2 також реагує з алкенами. Ацетилен є основним продуктом; однак, здається, C2 вставлятиметься у вуглець-водневі зв'язки.
- C2 у 2,5 раза частіше вставляється в метильну групу, ніж у метиленову групу[8].
- Можливий хімічний синтез за кімнатної температури за допомогою алкініл-λ3-йодану є спірним[9][10].

## Історія

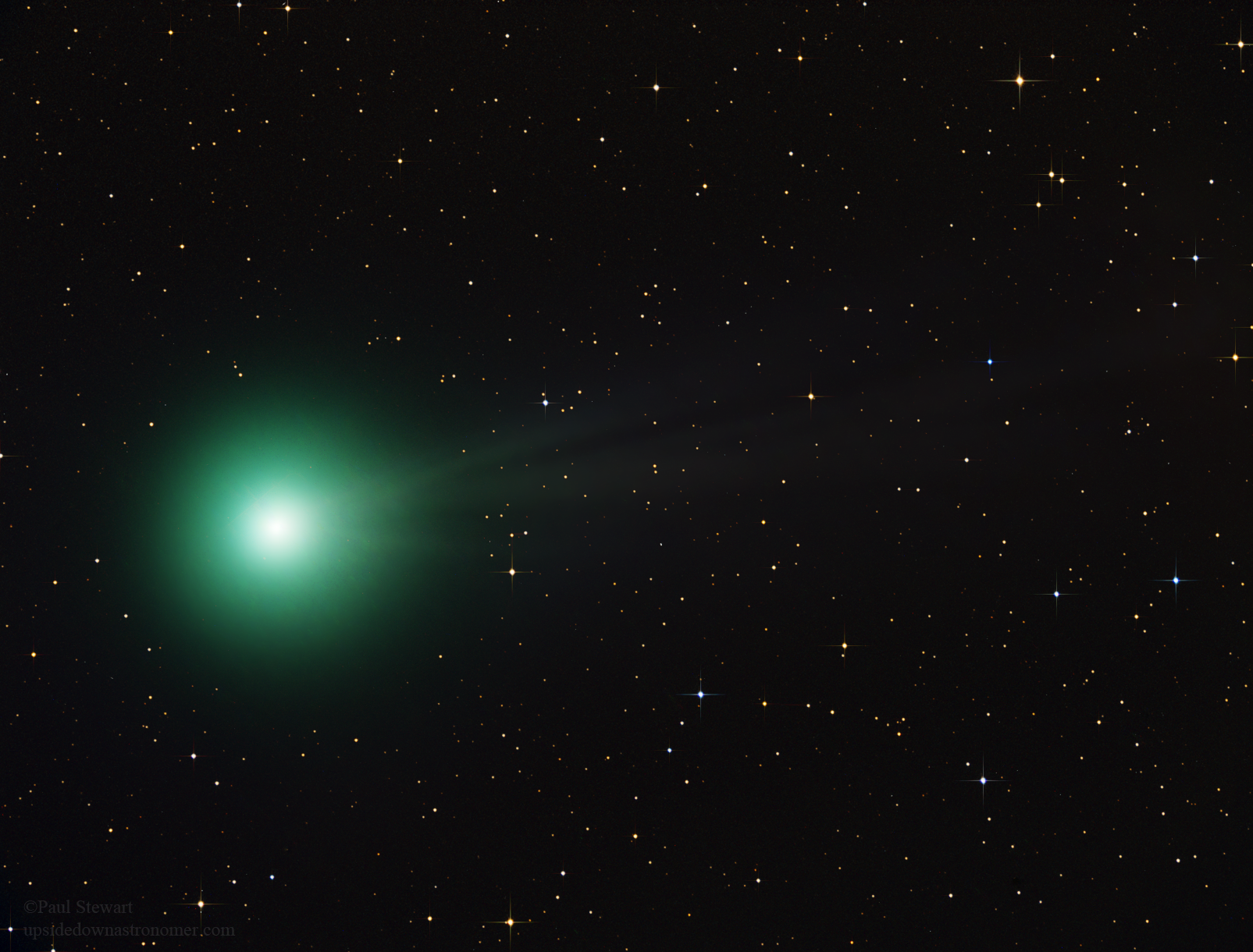
Комета C/2014 Q2 (Лавджоя) світиться зеленим завдяки двоатомному вуглецю.

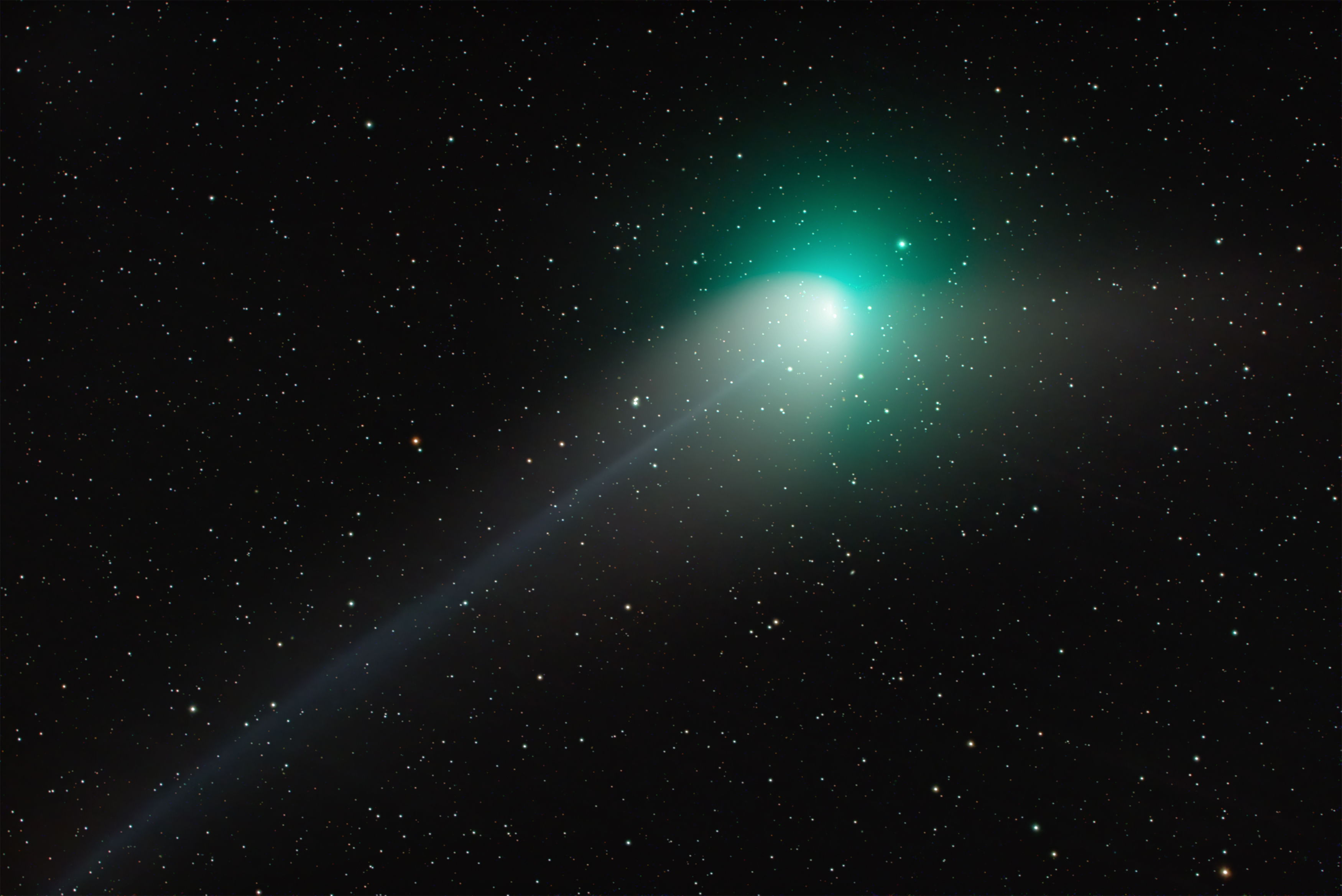
C/2022 E3 (ZTF) також має кому зеленого кольору.

Світло багатих газом комет походить переважно від випромінювання двоатомного вуглецю. Прикладом є C/2014 Q2 (Лавджоя), де є кілька ліній світла C2, переважно у видимому спектрі, утворивши смуги Свона. Комета C/2022 E3 (ZTF), видима на початку 2023 року, також має зелений колір через наявність двоатомного вуглецю.